# Empire Awards per la miglior commedia
Gli Empire Awards per la miglior commedia sono un riconoscimento cinematografico inglese, votato dai lettori della rivista Empire. Il premio viene consegnato annualmente dal 2006.

## Vincitori e candidati
I vincitori sono indicati in grassetto.

### 2000
- 2006
  - Team America (Team America: World Police), regia di Trey Parker
  - Guida galattica per autostoppisti (The Hitch-Hiker's Guide to the Galaxy), regia di Garth Jennings
  - The League of Gentlemen's Apocalypse, regia di Steve Bendelack
  - Wallace & Gromit: La maledizione del coniglio mannaro (Wallace & Gromit: The Curse of the Were-Rabbit), regia di Nick Park e Steve Box
  - 2 single a nozze - Wedding Crashers (Wedding Crashers), regia di David Dobkin

- 2007
  - Little Miss Sunshine, regia di Jonathan Dayton e Valerie Faris
  - Borat - Studio culturale sull'America a beneficio della gloriosa nazione del Kazakistan (Borat: Cultural Learnings of America for Make Benefit Glorious Nation of Kazakhstan), regia di Larry Charles
  - Clerks II, regia di Kevin Smith
  - A Cock and Bull Story, regia di Michael Winterbottom
  - Super Nacho (Nacho Libre), regia di Jared Hess

- 2008
  - Hot Fuzz, regia di Edgar Wright
  - Molto incinta (Knocked Up), regia di Judd Apatow
  - Ratatouille, regia di Brad Bird e Jan Pinkava
  - Run Fatboy Run, regia di David Schwimmer
  - Suxbad - Tre menti sopra il pelo (Superbad), regia di Greg Mottola

- 2009
  - Son of Rambow - Il figlio di Rambo (Son of Rambow), regia di Garth Jennings
  - Burn After Reading - A prova di spia (Burn After Reading), regia di Joel ed Ethan Coen
  - Ghost Town, regia di David Koepp
  - In Bruges - La coscienza dell'assassino (In Bruges), regia di Martin McDonagh
  - Tropic Thunder, regia di Ben Stiller

### 2010
- 2010
  - In the Loop, regia di Armando Iannucci
  - Una notte da leoni (The Hangover), regia di Todd Phillips
  - L'uomo che fissa le capre (The Men Who Stare at Goats), regia di Grant Heslov
  - A Serious Man, regia di Joel ed Ethan Coen
  - Tra le nuvole  (Up in the Air), regia di Jason Reitman

- 2011
  - Four Lions, regia di Chris Morris
  - Easy Girl (Easy A), regia di Will Gluck
  - In viaggio con una rock star (Get Him to the Greek), regia di Nicholas Stoller
  - I poliziotti di riserva  (The Other Guys), regia di  Adam McKay
  - Toy Story 3 - La grande fuga (Toy Story 3), regia di Lee Unkrich

- 2012
  - Finalmente maggiorenni (The Inbetweeners Movie), regia di Ben Palmer
  - Attack the Block - Invasione aliena (Attack the Block), regia di Joe Cornish
  - Crazy, Stupid, Love, regia di Glenn Ficarra e John Requa
  - Le amiche della sposa (Bridesmaids), regia di Paul Feig
  - Midnight in Paris, regia di  Woody Allen

- 2013
  - Ted, regia di Seth MacFarlane
  - Moonrise Kingdom - Una fuga d'amore (Moonrise Kingdom), regia di Wes Anderson
  - 21 Jump Street, regia di Phil Lord e Christopher Miller
  - Il lato positivo - Silver Linings Playbook (Silver Linings Playbook), regia di David O. Russell
  - Pirati! Briganti da strapazzo  (The Pirates! In an Adventure with Scientists), regia di Peter Lord

- 2014
  - Alan Partridge: Alpha Papa, regia di Declan Lowney
  - Anchorman 2 - Fotti la notizia (Anchorman 2: The Legend Continues), regia di Adam McKay
  - Questi sono i 40 (This Is 40), regia di Judd Apatow
  - Facciamola finita (This Is the End), regia di Evan Goldberg e Seth Rogen
  - La fine del mondo (The World's End), regia di Edgar Wright

- 2015[1]
  - Paddington, regia di Paul King
  - 22 Jump Street, regia di Phil Lord e Chris Miller
  - Grand Budapest Hotel (The Grand Budapest Hotel), regia di Wes Anderson
  - Finalmente maggiorenni 2, regia di Iain Morris e Damon Beesley
  - The LEGO Movie, regia di Phil Lord e Chris Miller

- 2016[2]
  - Spy, regia di Paul Feig
  - Ant-Man, regia di Peyton Reed
  - Quel fantastico peggior anno della mia vita (Me & Earl & the Dying Girl), regia di Alfonso Gomez-Rejon
  - Un disastro di ragazza (Trainwreck), regia di Judd Apatow
  - Inside Out, regia di Pete Docter

- 2017[3]
  - The Greasy Strangler, regia di Jim Hosking
  - Selvaggi in fuga (Hunt for the Wilderpeople), regia di Taika Waititi
  - Deadpool, regia di Tim Miller
  - The Nice Guys, regia di Shane Black
  - Ghostbusters, regia di Paul Feig
- 2018[4]
  - Morto Stalin, se ne fa un altro (The Death of Stalin), regia di Armando Iannucci
  - The Big Sick - Il matrimonio si può evitare... l'amore no (The Big Sick), regia di Michael Showalter
  - The Disaster Artist, regia di James Franco
  - Vi presento Toni Erdmann (Toni Erdmann), regia di Maren Ade
  - Il viaggio delle ragazze (Girls Trip), regia di Malcolm D. Lee